# Мазківська сільська рада
Мазкі́вська сільська́ ра́да — адміністративно-територіальна одиниця та орган місцевого самоврядування у Прилуцькому районі Чернігівської області. Адміністративний центр — село Мазки.

## Загальні відомості
Мазківська сільська рада утворена у 1990 році.
- Територія ради: 19,6 км²
- Населення ради: 301 особа (станом на 2001 рік)

## Населені пункти
Сільській раді підпорядковані населені пункти:
- с. Мазки
- с. Приозерне
- с. Ладівщина

## Склад ради
Рада складалася з 12 депутатів та голови.
- Голова ради: Бербушенко Галина Мимколаївна
- Секретар ради: Барвінченко Павлина Миколаївна

### Керівний склад попередніх скликань
| Прізвище, ім'я, по батькові   | Основні відомості                                                               | Дата обрання | Дата звільнення |
| ----------------------------- | ------------------------------------------------------------------------------- | ------------ | --------------- |
| Бербушенко Галина Миколаївна  | Сільський голова, 1963 року народження, позапартійна                            | 26.03.2006   | 31.10.2010      |
| Бербушенко Галина Мимколаївна | Сільський голова, 1963 року народження, освіта середня спеціальна, позапартійна | 31.10.2010   |                 |

Примітка: таблиця складена за даними сайту Верховної Ради України

### Депутати
За результатами місцевих виборів 2010 року депутатами ради стали:

#### За суб'єктами висування
| Суб'єкт висування | Кількість обраних депутатів | %   |
| ----------------- | --------------------------- | --- |
| Самовисування     | 12                          | 100 |

#### За округами
| № округу | Прізвище, ім'я, по батькові    | Дата визнання обраним | Освіта             | Партійна приналежність | Відомості про обраного депутата                   |
| -------- | ------------------------------ | --------------------- | ------------------ | ---------------------- | ------------------------------------------------- |
| 1        | Пашук Володимир Васильович     | 01.11.2010            | середня            | позапартійний          | ТОВ «Крок- Укрзалізбуд», водій                    |
| 2        | Андрєєв Юрій Петрович          | 01.11.2010            | середня            | позапартійний          | ТОВ «Крок- Укрзалізбуд», механізатор              |
| 3        | Дяченко Олександр Іванович     | 01.11.2010            | вища               | позапартійний          | Білорічицька загальноосвітня школа, вчитель       |
| 4        | Кирилова Валентина Миколаївна  | 01.11.2010            | середня            | позапартійна           | пенсіонер                                         |
| 5        | Кирилова Олена Вікторівна      | 01.11.2010            | середня            | позапартійна           | тимчасово не працює                               |
| 6        | Ситник Ольга Михайлівна        | 01.11.2010            | середня спеціальна | позапартійна           | Мазківська сільська рада, бухгалтер               |
| 7        | Ющенко Олександр Григорович    | 01.11.2010            | середня            | позапартійний          | ТОВ «Крок- Укрзалізбуд», водій                    |
| 8        | Барвінченко Павлина Миколаївна | 01.11.2010            | середня            | позапартійна           | Мазківська сільська рада, секретар сільської ради |
| 9        | Карпенко Олексій Олександрович | 01.11.2010            | середня            | позапартійний          | пенсіонер                                         |
| 10       | Прокура Лідія Григорівна       | 01.11.2010            | середня            | позапартійна           | пенсіонер                                         |
| 11       | Івахненко Валентина Петрівна   | 01.11.2010            | середня            | позапартійна           | ТОВ «Крок- Укрзалізбуд», завідувачка зерно-складу |
| 12       | Куліш Ганна Степанівна         | 01.11.2010            | середня            | позапартійна           | пенсіонер                                         |